# Aagot Benterud
Aagot Benterud, född Garnaas 1901 i Tønsberg, död 1975, var en norsk litteraturhistoriker och kritiker. Hon gav ut Henrik Wergelands religiøse utvikling (1943), Camilla Collett. En skjebne og et livsverk (1947) och Kvinnenes kamp for menneskerettighetene (1954).